# Systémový lupus erythematodes
Systémový lupus erythematodes je autoimunitní onemocnění, při němž tělo napadá své vlastní tkáně a orgány jako např. kůži, klouby, ledviny, cévy, srdce a další. Faktory, které ovlivňují jeho rozvoj, jsou genetické vlivy, abnormality v imunitní regulaci, hormonální vlivy, infekce, toxiny, chemikálie, léky a také věk. Onemocnění není příliš četné, v České republice se odhaduje 5000–7000 nemocných. Trpí jím častěji ženy než muži v poměru 9:1, a manifestuje se nejčastěji mezi dvacátým až čtyřicátým rokem života. Častěji se také vyskytuje u osob s poruchami složek komplementu C1 až C3 (zejména C1). Pro onemocnění jsou typická období klidu (symptomy mizí) a náhlá vzplanutí.

## Symptomy
Symptomy jsou značně variabilní, postižen může být jakýkoliv orgán. Nejčastějšími příznaky (v 80 %) jsou motýlovitý exantém nebo erytém na obličeji, u chronického průběhu je možný erytém s nadměrnou pigmentací. Možný je i výskyt v dutině ústní. Dále záněty malých kloubů na ruce a opakované záněty serózních blan, např. pleuritidy, jakožto život ohrožující stav doprovázen tvorbou výpotku, a perikarditidy četně myokarditid. Srdeční postižení se vyskytují u 30 - 50 %. Na oslabení srdečního svalu navazuje srdeční selhání až zástava srdce. Nejzávažnějšími postiženími jsou však glomerulonefritida (zánětlivé poškození ledvin) včetně poškození cévních pletení v nich a poškození centrální nervové soustavy, které může vyvolat změny v chování až demenci. Toto onemocnění je také spojováno s tzv. Raynaudovým fenoménem, který se projevuje nedokrevností koncových částí partií lidského těla z důvodu přílišné kontrakce drobných arterií.

## Laboratorní vyšetření
U systémového lupu je zvýšená řada autoprotilátek (ANA, ENA), pomocí nichž lze onemocnění diagnostikovat. Tyto autoprotilátky mohou být zvýšené i u jiných autoimunitních chorob (např. systémová sklerodermie). Taktéž je můžeme nalézt i u zdravých osob, kde je však bez přítomnosti klinických příznaků jejich význam irelevantní. Zvýšená bývá také sedimentace a gamaglobulinová frakce krevního séra.

## Léčba
Používají se kortikoidy, kortikoidy v kombinaci s imunosupresivními léky: cyklosporin A, methotrexat, mykofenolat mofetil, antimalarika, plazmaferéza, nově biologická léčba.